# Mogamed Ibragimov
Mogamed Ibragimhalilovič Ibragimov (in azero Məhəmməd İbrahimov, in macedone Могамед Ибрагимов?, in russo Могамед Ибрагимхалилович Ибрагимов?; Machačkala, 22 luglio 1974) è un ex lottatore azero naturalizzato macedone.

## Biografia
Nato nel 1974 a Machačkala, nell'allora Unione Sovietica, ha iniziato a lottare nel 1985, a 11 anni, nella lotta libera.
Di etnia avara, popolo del Daghestan, dove è nato, ha iniziato lottando per l'Azerbaigian, nei pesi medi, diventando campione europeo sia a Friburgo 1995, in Svizzera, sia a Budapest 1996. Nello stesso anno ha partecipato ai Giochi olimpici, quelli di Atlanta 1996, i primi di sempre per l'Azerbaigian, terminando al 5º posto nei pesi medi, con due sconfitte, nel 1º turno contro il kazako Elmadi Zhabrailov e nel 6º contro l'iraniano Amir Reza Khadem.
Passato a difendere i colori della Repubblica di Macedonia e alla categoria dei pesi mediomassimi, nel 1998 è stato vice-campione mondiale a Teheran, battuto soltanto dal padrone di casa Alireza Heidari.
Nel 1999 è ritornato campione europeo, stavolta nei pesi mediomassimi, vincendo l'oro al torneo continentale di Minsk.
A 26 anni, nel 2000, ha preso parte di nuovo alle Olimpiadi, nei pesi mediomassimi, riuscendo a vincere una medaglia, quella di bronzo, la prima di sempre per la Macedonia e attualmente unica. Eliminato in semifinale dal russo Adam Sajtiev, poi oro, ha vinto la sfida per il bronzo contro l'iraniano Amir Reza Khadem, che lo aveva sconfitto 4 anni prima ad Atlanta 1996.
Nel 2004 ha partecipato per la terza volta ai Giochi, nei pesi mediomassimi, non trovando fortuna, ma venendo sconfitto in entrambe le gare del girone e quindi eliminato.

## Palmarès

### Per l'Azerbaigian

#### Campionati europei
- 2 medaglie:
  - 2 ori (Pesi medi a Friburgo 1995, pesi medi a Budapest 1996)

### Per la Macedonia

#### Giochi olimpici
- 1 medaglia:
  - 1 bronzo (Pesi mediomassimi a Sydney 2000)

#### Campionati mondiali
- 1 medaglia:
  - 1 argento (Pesi mediomassimi a Teheran 1998)

#### Campionati europei
- 1 medaglia:
  - 1 oro (Pesi mediomassimi a Minsk 1999)